# Inferència
La inferència és l'acte o el procés en què hom deriva una conclusió a partir d'unes premisses.
La inferència s'estudia des de diversos camps:
- La inferència humana, és a dir, la descripció de la manera com els humans deriven conclusions en llur raonament quotidià, és un tema del qual se n'ocupa la Psicologia cognitiva.
- La Lògica les lleis de la inferència correcta.
- L'Estadística ha desenvolupat mètodes que permeten fer inferència a partir de dades quantitatives.
- La Intel·ligència artificial desenvolupa sistemes d'inferència automàtica.

## Validesa de les inferències deductives i inductives
En el raonament inductiu hom infereix una conclusió (que es pretén plausible) a partir de múltiples observacions empíriques. La conclusió, també empírica, podria ser vertadera o falsa, i típicament serà objecte d'un procés de verificació o de falsació a partir de noves observacions. En canvi, la inferència deductiva no s'ha de restringir a les proposicions empíriques. Tampoc no necessita ni verificació ni falsació, ja que en una inferència deductiva lògicament correcte, si les premisses són vertaderes, aleshores necessàriament la conclusió també ho és. Això es deu al fet que la inferència deductiva és purament formal.

## Un exemple d'inferència deductiva: els sil·logismes clàssics
Aristòtil introduí un grapat de sil·logismes, que eren inferències formades per tres proposicions: dues premisses i una conclusió. Aquests n'és el més famós:
```
Tots els homes són mortals
Sòcrates és un home
------------------
Per tant, Sòcrates és mortal.
```

Observem que tant les premisses com la conclusió són vertaderes. Això, però, no implica necessàriament que la inferència sigui vàlida, car la validesa d'una inferència només depèn dels seus aspectes formals. Segons la Lògica tradicional la forma d'aquest sil·logisme és:
```
Tot A és B
C és A
----------
Per tant, C és B
```

Com que el sil·logisme que hem escrit té aquesta forma, i és la forma d'una inferència vàlida, tenim un sil·logisme vàlid, és a dir, una inferència en què no és possible que les premisses siguin vertaderes i la conclusió sigui falsa.
En la lògica de predicats de primer ordre desenvolupada a partir del segle xix, el sil·logisme queda formalitzat de la següent manera:
```
∀ x, Home(x) → Mortal(x)
Home(Sòcrates)
-------------------------------
∴Mortal(Sòcrates)
```

O, més generalment:
```
∀ x, A(x) → B(x)
A(c)
------------------------
∴B(c)
```

∀, el quantificador universal, es llegeix "per tot" i serveix per enunciar un fet general, quelcom que succeeix per tots els individus del domini del discurs. Aquí ens serveix per dir "per qualsevol x, si x és un home, llavors x també és mortal".
∴ és el símbol que substitueix el "Per tant" i serveix per introduir la conclusió.
Considerem ara aquesta inferència:
```
Tots els grassos són músics
John Lennon és gras
-------------------
Per tant, John Lennon és músic
```

Fixem-nos que en aquest cas les dues premisses són falses, mentre que la conclusió és vertadera. Això no impedeix que la inferència sigui deductivament vàlida, car segueix el mateix esquema formal vàlid que hem analitzat. L'única situació que no es pot produir en una inferència vàlida és que les premisses siguin vertaderes i la conclusió sigui falsa.
Una inferència incorrecta és una fal·làcia. Els lògics n'han recopilat una llarga llista, tot mostrant llur incorrecció, mentre que el psicòlegs cognitius expliquen com s'usen en el raonament humà quotidià.

## Inferència deductiva automàtica
Els sistemes d'Intel·ligència Artificial (IA) que permeten fer inferència deductiva de manera automàtica foren un tema de recerca molt popular des de l'inici dels treballs en IA i fructificaren en aplicacions industrials conegudes com a sistemes experts.
La tasca d'un sistema d'inferència consisteix a ampliar un base de coneixement de manera automàtica. La base de coneixement és un conjunt de proposicions que representen certs aspectes de la realitat amb els quals vol tractar l'aplicació. S'han desenvolupat diverses tècniques d'inferència automàtica.